# Crocidura olivieri
La musaraña gigante africana (Crocidura olivieri) es una especie de musaraña (mamífero placentario de la familia Soricidae) endémica de África.
Se encuentra en Angola, Benín, Botsuana, Burkina Faso, Burundi, Camerún, República Centroafricana, Chad, República del Congo, República Democrática del Congo, Costa de Marfil, Egipto, Guinea Ecuatorial, Etiopía, Gabón, Gambia, Ghana, Guinea, Guinea-Bissau, Kenia, Liberia, Malí, Mozambique, Namibia, Níger, Nigeria, Ruanda, Senegal, Sierra Leona, Sudán, Tanzania, Togo, Uganda, Zambia y Zimbabue.